# Thomas Thorild
Thomas Thorild (hette fram till 1785 Thomas Jönsson Thorén), född 18 april 1759 i Svarteborgs socken i Bohuslän, död 1 oktober 1808 i Greifswald, var en svensk författare, poet, filosof, från 1795 professor och bibliotekarie vid Greifswalds universitet.
Thorild var inblandad i en långvarig litterär polemik med Johan Henric Kellgren om kritikers rätt till kritik och om författarens rätt, att sätta sig över formen. Striden kom att stå mellan de förromantiska idéerna och klassicismens uppfattning om den goda smaken. Thorild skrev en slags programförklaring 1791 En kritik över kritiker. Thorild väckte också uppmärksamhet genom sin skrift Om kvinnokönets naturliga höghet, 1793, där han för fram sin idé om jämlikhet mellan könen; han uppmärksammade, att män betraktades som personer först och främst, och som sexuella varelser i andra hand, medan kvinnor sågs som enbart kön och sällan som personer. Ett citat av Thorild är fäst på Uppsala universitets huvudbyggnad.
1793 blev Thorild åtalad och dömd till fyra års landsförvisning då han pläderade för tryckfrihet och mot ståndsuppdelningen av riksdagen.

## Biografi

### Tidiga år
Thorild var son till en kronolänsman Jöns Olsson och Börta Thomasdotter, blev redan vid två års ålder föräldralös och vårdades först av morföräldrarna och sedan hos en äldre broder i Kungälv. I broderns skola visade han en sådan begåvning att han togs om hand av dess rektor Anders Tranchell i Kungälv och dennes broder, kassören, sedan direktören i Ostindiska kompaniet Jonas Tranchell i Göteborg, vilken sedermera alltjämt förblev hans välgörare. Redan som gymnasist i Göteborg utmärkte Thorild sig framför sina skolkamrater, han torde där ha fått impulser av Gottfried Wilhelm von Leibniz och Emanuel Swedenborgs filosofi.

### Studier i Lund

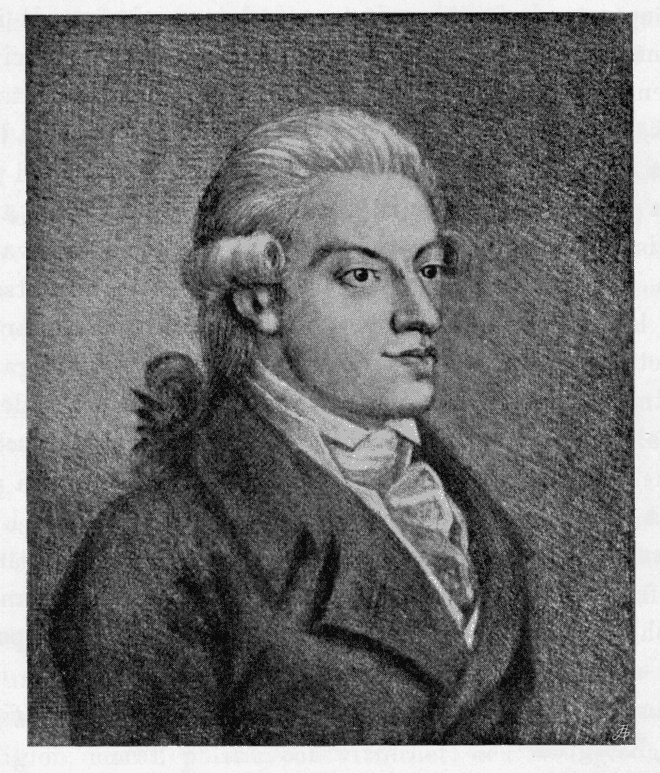
Thomas Thorild

1775 blev han student vid Lunds universitet, men lämnade universitetet på ett år och kom som informator till Rånnum vid Vänersborg. 1777 återvände han till Lund och höll där 1778 inför Göteborgs nation ett tal om "Det ädla och sköna i vetenskaperna", det tidigaste provet på hans filosofisk-estetiska studier. Hans vistelse vid universitetet, där han inte avlade någon examen, blev i hög grad avgörande för hans framtid genom de vänskapsförbindelser han där knöt, bland annat med göteborgaren Bengt Lidner, och det anseende han skaffade sig bland studenterna. Goethe blev hans älsklingsförfattare, medan han ägnade sig åt spekulationer under Spinozas inflytande och så leddes in på en egen art av panteism, vilken sedan fortsatte att prägla hans åskådning.

### Stockholmstiden

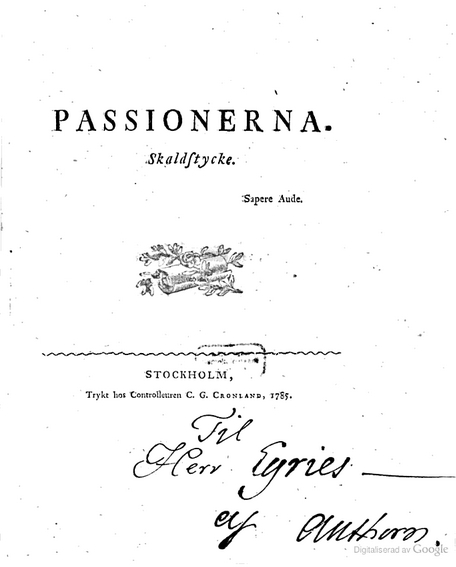
Originalutgåva av Passionerna, 1785.

Känslan av överflödande kraft och bristande utrymme för dess användning drev honom att i december 1780 lämna Lund och fara till Stockholm, dit han anlände i februari 1781. Det första året sysselsatte Thorild sig där med filosofiska studier, författande av skaldestycket Passionerna, brevväxling med vännerna Heurlin och Hylander (i utdrag utgiven av P.D.A. Atterbom i Siare och skalder, del 4) samt enskild undervisning. 

#### Poesitävling och polemik

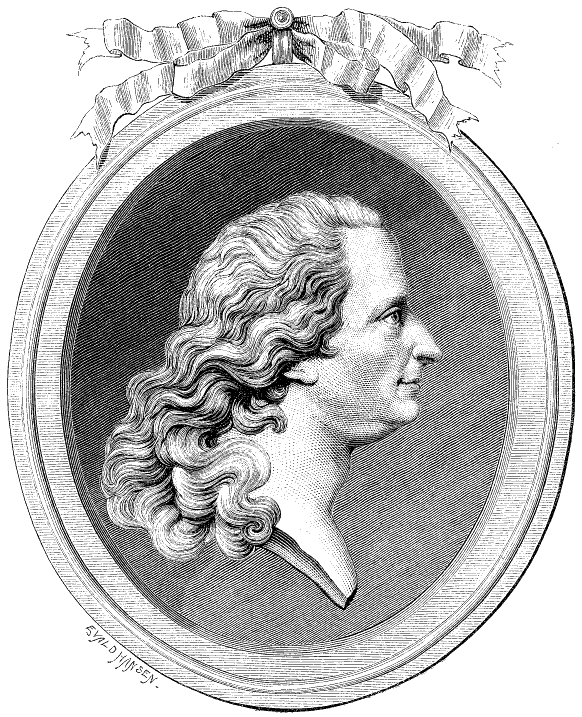
Thorilds meningsmotståndare, Johan Henric Kellgren.

Lärodikten Passionerna, som skrevs till en poesitävling 1780 av sällskapet Utile Dulci, sammanfattar Thorilds spekulativa system och är ett skaldestycke i helt ny form och anda. Edward Young, Friedrich Gottlieb Klopstock, Salomon Gessner, men framför allt Ossians sånger - skrivna av James Macphersons påhittade skotske bard Ossian - var hans inspirationskällor. Till förebilderna hörde även William Shakespeare, Francis Bacon, Isaac Newton, Montesquieu, Alexander Pope, Claude Adrien Helvétius och Jean-Jacques Rousseau. Dikten inlämnades i slutet av 1781, jämte ett Ode till jordbrukaren, och Thorild själv skildrar den såsom "innehållande kraften av hans filosofi och glansen av hans inbillning; orimmat, hänryckt, förunderligt". I februari 1782 belönades Passionerna av sällskapet, men endast med ett mindre pris. Detta domslut motiverades utförligt av Johan Henric Kellgren, sällskapets sekreterare, som beskrev verkets fel och svagheter, jämte dess betydande förtjänster, men i synnerhet klandrade han dess "orimmade daktyliska" versslag, hexametern, vilket ansågs innebära "en likaså vådlig som onödig nyhet". Strax därefter offentliggjorde Thorild att han avsade sig priset. Det ledde till en tvist, som å ena sidan visade Thorilds naiva övermod, men å andra sidan också blottade åtskilliga svagheter hos det traditionella sättet att se på poesi. Striden återupptogs 1783 och rörde sig då huvudsakligen kring den orimmade versens berättigande. Kellgren angrep då Thorild i stycket Nytt försök till orimmad vers. Denne svarade med den sedermera offentliggjorda beryktade Straffsången och fann sig därjämte föranlåten att uppsätta ett eget tidningsorgan, Den nya granskaren (1784), dels för att sprida sina nya åsikter i stats- och samhällsläran, dels för att angripa Kellgren. Tidningen fick dock inte någon större spridning och lades ner i augusti samma år, efter 4 månaders tillvaro. Strax innan hade Thorild utgivit Fragment av 1783 års vitterhet (även kallat Straffsången eller Nyaste försök til orimmad vers), som med en mosaik av grova skällsord överöste Kellgren och verkligen lär ha sårat Kellgren. Allmänheten verkar dock snarast ha fattat sympati för Kellgren snarare än Thorild, och det ledde till att Thorild i november 1784 skrev texten Inbillningens nöjen, prosaisk ode för att smickra Kellgren, "behagens skald". Effekten uteblev och Thorild själv tycks snarast än en gång velat visa sin överlägsenhet.

#### Motion till kungen
Under en period i mitten på 1780-talet inträdde ett längre stillestånd. Thorild utgav sin redan omtalade lärodikt Passionerna 1785, men förhöll sig för övrigt tämligen tyst. Han ansågs dock redan då som "ett rang-geni med anhang, tillbedjare, fiender", såsom han själv yttrar. Han försökte närma sig Carl Gustaf af Leopold, som 1786 blev kungens sekreterare, men det ledde inte till något. Riksdagen 1786 gav honom anledning att uppträda som politisk författare. Bland annat hade kung Gustav III valt in Kellgren i den nygrundade Svenska Akademien. Thorild hade vänt sig mot hela idén med en akademi som en slags smakdomstol och menade att snillet skapar sina egna vägar. Han betraktas ibland som Svenska Akademiens första opponent.
I en motion till kungen strax efter riksdagskallelsen till Kanslikollegium (som dock ej befordrades till kungen), och i en till motion som lämnades till ridderskapet och adeln, yrkade Thorild på införandet av oinskränkt tryckfrihet och bifogade till det första ett "ideal af en tryckfrihetslag", där avskaffandet av all censur föreslogs. Dessa motioner (tryckta 1792) är "skrivna med glödande entusiasm och i stilistiskt hänseende, men ledde inte till något praktiskt resultat". För Thorild var den förnämsta vinsten av denna riksdag den att han då gjorde bekantskap med den originelle mecenaten Pehr Tham på Dagsnäs, som sedan under en följd av år förblev hans outtröttlige välgörare och beskyddare, såsom man kan se av den betydande samling brev, som växlats mellan dem (i utdrag hos Atterbom). Under riksdagens lopp utfärdade Thorild en prenumerationsanmälan på översättningar av Tacitus och Ossian. Dessa arbeten sysselsatte honom en kort tid, men de färdigställdes eller utkom aldrig.
År 1787, två år före franska revolutionen, utvecklade han i ett brev till en själsfrände sina planer på att genom skrifter på latin verka för bildandet av en världsrepublik, "vars osynliga regering äro genierna". Uppgiften var nu "att störta dårar och slå skälmar" – med detta syftade han på kungar och ministrar samt deras medhjälpare. Så småningom skulle man också "bränna städerne, dessa nästen för galenskapen och tyranniet, dessa yppighetens och eländets skolor, där man efter systemer förvandlar jordens härlighet och välsignelse till en stenhop". I stället skulle nya, fria samhällen bildas "på öar, i bergstrakter, hos vildar, köpta öde ställen etc.". En ny religion och nya lagar skulle här råda. Den kung, "den blodsdåre" som sedan ställde till krig, borde genast slås till marken. "Konungakältringarne få slåss med varandra, om de vilja."

### Studier i Uppsala och resa till England
Under tiden mognade hos honom alltmer beslutet att bege sig till England, där han trodde sig kunna finna större gehör än i Sverige för sina storartade planer på att förbättra världen. Innan dess ansåg han likväl nödvändigt att skaffa sig en examen och begav sig därför i februari 1787 till Uppsala. Där ägnade han sig åt juridik, men ämnade även ta medicinsk grad, vilken plan han dock snart övergav. Efter ett år tryckte han såsom disputation sin Critik öfver Montesquieu, vilken han under presidium av professor Anders Hernbergh försvarade den 22 mars 1788. Åhörarkretsen, med kungen och hans förnämsta hovherrar, var lysande, Thorilds försvar och hälsningstal likaså. Bland andra opponenter uppträdde på kungens befallning Elis Schröderheim, överste Berndt Johan Hastfer och Carl Gustaf af Leopold ("Allt herrligt och applauderadt. Kungen liksom utom sig", berättar Thorild själv). Denna personliga triumf fick dock inga verkliga fördelar. Han avlade juris kandidat-examen, men avbröt de fortsatta studierna på grund av en tvist med examinatorn, som skulle lett till hans underkännande i licentiatexamen, lämnade Uppsala och for, antagligen understödd av Tranchell samt med ett fördubblat huitfeldtskt stipendium, hösten 1788 till London. 

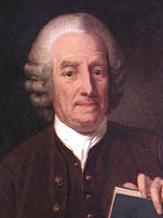
Emanuel Swedenborg, som var en av Thorilds förebilder och ämnen.

England behagade honom mycket till en början. Men i samma mån hans överdrivna förhoppningar om att där vinna anseende och ära som författare sjönk, avkyldes även hans entusiasm, och denna förbyttes omsider i köld och förakt för det brittiska folket och England. Under den tid av ett och ett halvt år han tillbragte i London sysselsatte han sig med författarskap på engelska och utgav ett par skrifter: The Sermon of Sermons (1789) och True Heavenly Religion Restored (1790), den senare starkt påverkad av Swedenborgs läror. Han författade även flera andra engelska småskrifter och påbörjade poemet Cromwell med mera.
Reskassan tog efter ett tag slut, och Thorilds värd lät bysätta honom. Filantropen Carl Bernard Wadström löste dock ut honom ur bysättningshäktet på våren 1790 och såg till att han kunde återvända hem på en svensk båt.

### Återkomst till Sverige
Thorild återvände med en helt annan uppskattning av Sverige än förut. Sommaren tillbringade han vid Medevi och kom på hösten till Stockholm. Där sökte han till en början genom Nils von Rosensteins förmedling kunglig fullmakt som professor i Uppsala, med survivans (förtur) på filosofiska professuren samt rättighet att disputera och ge enskilda lektioner, men av det förslaget blev intet. Under hans frånvaro hade Kellgrens och Stockholms-Postens anseende vuxit alltmer, medan Thorild själv fann sig halvt bortglömd. Dessutom trodde han sig fortfarande i Kellgrens uppträdande spåra det översitteri och den skoningslöshet, som förut så starkt stött honom.

#### Återupptagande av polemik med Kellgren samt Leopold

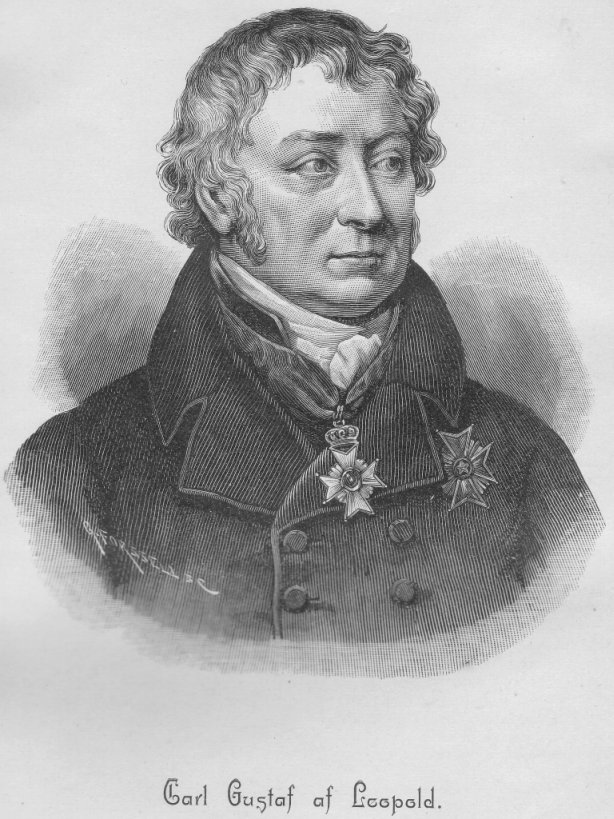
Carl Gustaf af Leopold, Thorilds andra store meningsmotståndare.

På sensommaren 1791 började han utge En critik öfver critiker. Med utkast till en lagstiftning i snillets värld, vilken väckte ett betydligt uppseende. Uppmärksamheten berodde inte bara på hans deklamatoriska skrivsätt, sin flödande känsla och sina stora vyer, utan även på den stora egenkärlek och den föraktfulla behandling av Kellgren, som verket lade i dagen. Omedelbart efter dess avslutande, i januari 1792, var Thorild färdig att kasta sig in i en ny strid, den finansiella, i vilken han utgav Det enda nödvändiga för et rikes financer (1792), som inte alls fick samma uppmärksamhet. Men Thorild fick dock en motståndare, som med överlägsen satirisk förmåga förenade uthållighet och arbetskraft. Carl Gustaf af Leopold utgav i februari sitt "Bref til den store och märkvärdige författaren Th-" och i mars "Den nya lagstiftningen i snillets verld något litet i fråga satt", där han med stor grundlighet och skärpa, fastän ändå ensidigt, uppvisade svagheterna och löjligheterna hos Critik öfver critiker och dess författare. Thorild blev honom ej svaret skyldig, utan offentliggjorde mot det förra Uplysning om handelns sanna frihet (1792) och mot den senare Svar på luntan emot lag och rätt i vitterheten: eller ABC i vett och heder (samma år). Båda skrifterna, men i synnerhet den senare, var tämligen svaga i bevisföringen, fastän passionerad och till och med grov i formen. Kungens död 1792 satte en gräns för striden, som pågått även i tidningarna.
I augusti 1792 framträdde Thorild med skriften Mildheten. Den var skriven på vers och tillägnad hertig Karl, och blir därmed, medvetet eller omedvetet, ett försvar för kungamördarna. Tryckfrihetsförordningen, som hade utfärdats av förmyndarregeringen, hade inneburit att åtskilliga tidningsföretag startades, och Thorild fann sig generad av att så många härmade och överdrev hans idéer och uttryck (Erik Nordforss, L.M. Philipson, och i mindre skala Gustaf Engzell, Per Ulric Enbom och andra). Han utgav därför i oktober skriften Om efterhärmning. "Den innehåller Thorilds kanske snillrikaste anmärkningar om estetiska frågor, men på samma gång hans mest bizarra." (Arvid Ahnfelt har påpekat, att Thorild hämtat huvudsatserna i denna skrift ur Edward Youngs On Original Composition.) Även denna skrift bemötte Leopold i en tidningsuppsats. Den allmänna sinnesstämningen i huvudstaden befann sig emellertid i ett alltmer stegrat nervöst tillstånd på grund av de uppskakande underrättelser, som oupphörligen inkom från Frankrike, i och med upptakten till franska revolutionen.

#### I delo med rättvisan samt intresse för göticism
I december 1792 utgav Thorild sin avhandling Om det allmänna förståndets frihet. I avhandlingen hade han sammanfört de motioner som han skrev redan 1786, den ena riktat till kungen, och den andra till ridderskapet och adeln, där han yrkade på införande av oinskränkt tryckfrihet. Avhandlingen var försedd med ett förord, kallat Ärligheten. Til H. K. Höghet regenten. Verket uppmanade hertig Karl att inte se på former och statuter utan på landets sanna bästa, samt "afskaffa de fyra barbariska nationerna: rikets stånd, hvilka visat sig vara dess obestånd". Broschyren blev dagen efter dess utgivande (den 22 december 1792) konfiskerad, och Thorild ställdes inför åtal i hovrätten samt häktades, allt på dåvarande underståthållaren Nils Henric Liljensparres yrkande och, efter vad han bestämt uppgivit, mot Gustaf Adolf Reuterholms avstyrkande. Rättegången bidrog i hög grad till att öka Thorilds popularitet och framställa vederbörandes beteende i en förhatlig dager. Hovrättens dom av den 17 januari 1793 lydde emellertid på 14 dagars fängelse på vatten och bröd, varjämte Ärligheten, såsom innehållande yttranden, vilka ansågs brottsliga, borde skiljas från det övriga och förstöras. I fängelset läste Thorild Olof Rudbecks Atlantica och diktade Sånger i götiskt lynne (även kallade "Sånger ur Engelbrekts tider"), som visar starka arkaiserande ansatser.

#### Utvisning
Både Thorild och åklagaren vädjade; men Högsta domstolen ändrade den 22 februari straffet till fyra års landsflykt och att båda handlingarna skulle förstöras "såsom onyttiga och till deras sammanhang brottsliga". Till domen medverkade troligen risken att Thorild skulle bli en oberäknelig och således besvärlig folkledare för en möjlig statskupp, om han fick stanna kvar i huvudstaden. I den oro, som gripit de ledande kretsarna i Sverige under intrycket av de ohyggliga blodsscenerna i skräckväldets Frankrike, uppfattades Thorilds skrift som ett farligt uttryck av jakobinism. Verkställigheten av domen mildrades dock därigenom att den dömde tilläts resa i sakta mak samt genom de summor som han erhöll i respenningar och i årligt understöd under landsflykten, förmodligen på Reuterholms initiativ.

#### Om kvinnokönets naturliga höghet
Under april–augusti 1793 uppehöll han sig i Köpenhamn, varifrån han brevväxlade med vänner i Stockholm och utgav den lilla skriften Om Qvinnokönets naturliga höghet, där han med lysande kraft försvarar kvinnans rätt till utveckling och medborgarskap, förebådande en långt senare tids uppfattning, men säkerligen själv påverkad av samtida rörelser i denna riktning. Han skrev att männen är råbarkade odjur som kuvar och behärskar varandra. De hade misskött världen medan kvinnorna var ädla varelser som hade högre styrka genom "sanningens, skönhetens och välgörandets makt". Ungefär samtidigt med denna skrift gav han ut Harmonien eller allmän plan för en upplyst och äkta kärleksförening, som intar en mycket nykter hållning och utmynnar i ett slags praktisk äktenskapsfilosofi. Även utgavs då, sannolikt på hans begäran, en dansk översättning av den skrift, för vilken han landsförvisats. Idén om en särskild kvinnonatur är explicit hos honom. Kvinnostyrkan liknade ängelns.
| ”                                                                | Just i den mån som en karl förädlas, liknar han, i mildhet av seder och väsende, en kvinna, såsom man ser hos alla karlars av själ och känsla, och tvärtom att just i den mån en kvinna försämras, börjar hon, i all slags osed, likna en karl. | „ |
| – David Gaunt, Familjeliv i Norden. Gidlunds: Lund 1983, s. 138f | |   |

### Utvisning från Danmark och tiden i Tyskland
Från Köpenhamn utvisades han i augusti 1793 på grund av ett oförsiktigt uttryck om en medlem av kungliga familjen och for sedan till Hamburg, men trivdes inte länge där, utan valde Lübeck till vistelseort redan mot slutet av samma år. På hösten sände han hem småskrifterna Om upplysningens princip (1793), en mycket ytlig granskning av Nils von Rosensteins avhandling (en av Kellgrens vänner), och Om et stort tänkesätt emot våld, list och partier (1793), som bägge givits ut av Lorens Münter Philipson.

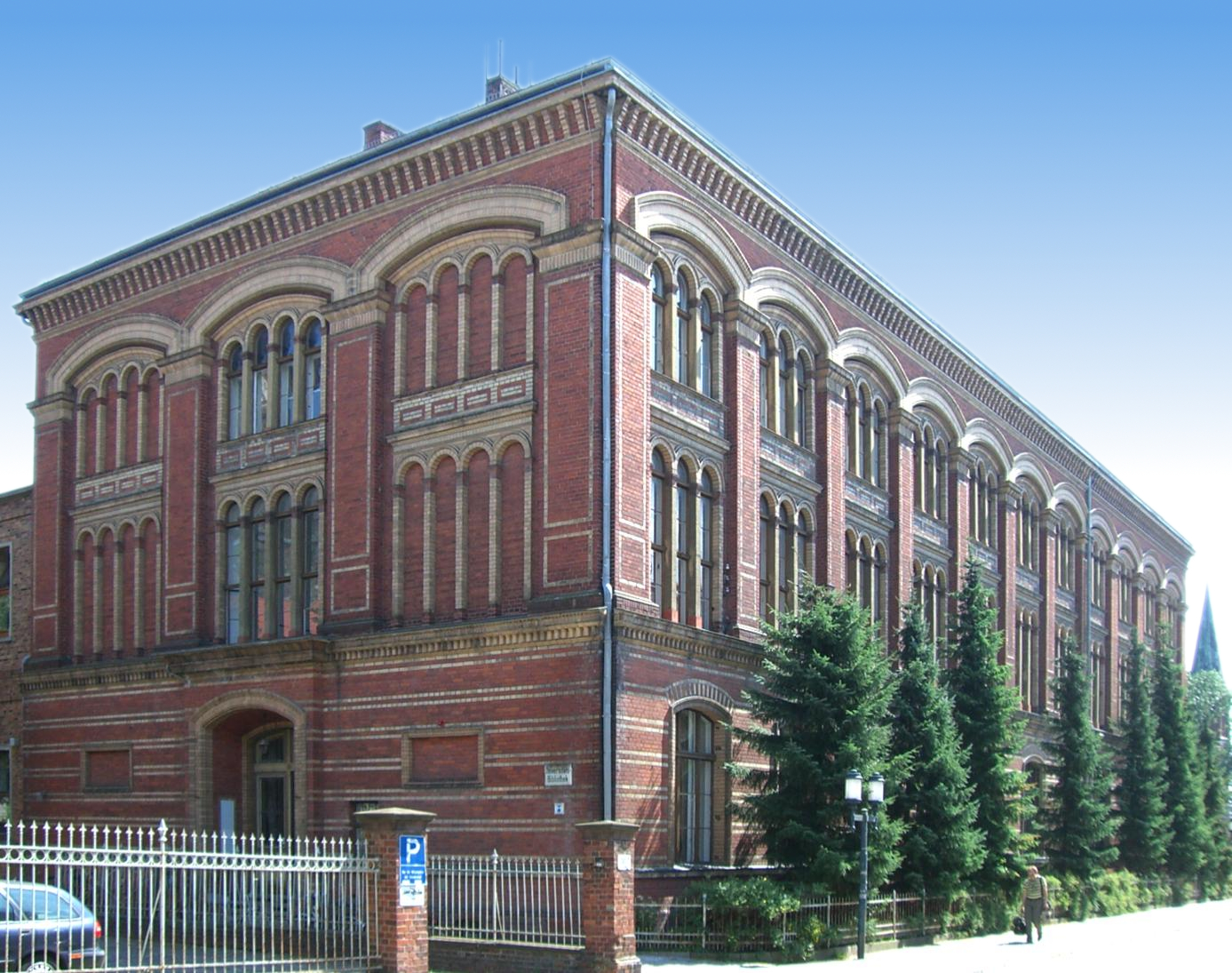
Det gamla universitetsbiblioteket i Greifswald.

I Lübeck tyder de brev han skrev under denna tid att han blivit grundligt rubbad i sin tro på att franska revolutionen varit positiv. Därför författade han fyra volymer kallade Rätt, eller alla samhällens eviga lag (1794–95), som också gavs ut av Philipson. Verket var både ett av de Thorild själv var mest nöjd med, och det i vetenskapligt avseende mest betydande han skrivit på svenska. I denna skrift proklamerar han sitt avfall från den Rousseauanska läran om massherraväldet och "folkviljans" rätt. Han finner nu att massornas tyranni är lika förtryckande som förut kungarnas: "Vad tröst är en pluralitet, när de mesta äro de som veta minst?" Makten i samhället borde istället utövas av ett fåtal högt bildade män eller av en enda sådan.
Två smärre skrifter av honom utkom även 1794, Sjelfständigheten, ett poem, samt avhandlingen Harmonien eller allmän plan för en uplyst och ägta kärleksförening, som han skrev redan i London. I juli 1795 befann sig Thorild i Greifswald, som då tillhörde Svenska Pommern, och landsflykten hade sålunda i förtid upphört. I november 1795 utnämndes han till bibliotekarie vid Greifswalds universitet med professors karaktär, installerades 1796 och blev 1797 filosofie magister där. Sedan han 1795 därifrån publicerat Handbok för omtänksamma hushåld i diäten, upphörde han med att skriva på svenska, och hans verksamhet tillhör sedan endast Tyskland.
Han gifte sig 1797 med Gustava von Kowsky (ibland Gustafva von Kowsky, Gustava Steglig von Kowsky, eller Gustafva Steglig vom (sic) Kowsky eller Gustava Karlin), som möjligen var prästdotter. De hade träffats innan hans landsflykt 1793 och hon följde med honom på resorna.
I Greifswald, där han ägnade sig åt vetenskapen och tillbringade ett fredligt liv, sysselsatte han sig med föreläsningar och författarskap, dels i disputationer, dels i andra större och smärre skrifter. Viktigast av dessa är hans Maximum seu Archimetria (1799), till vilken sluter sig Die gelehrten Welt (2 häften, omkring 1800), som innehåller förklarande och supplerande uppsatser till det förstnämnda, större arbetet. I detta har han, utgående från sin panteistiska ståndpunkt, framlagt grunddragen till ett filosofiskt system, som ställer sig i skarp och uttrycklig motsats till Immanuel Kants, Johann Gottlieb Fichtes och Friedrich von Schellings system, vilka han anser alldeles förfelade. Att boken även av dessa skäl inte skulle vinna gehör i Tyskland var tämligen naturligt. En närmare redogörelse för Thorilds filosofi, sådan den framträder huvudsakligen i detta verk, har lämnats av Axel Nyblæus. Dennes slutomdöme om honom blir, att han är "mera hel i djupet och anläggningen af sina åsigter, än han var det på ytan eller i sättet för dess framställning", samt att han "i flere punkter gått framför sina samtida och uttalat filosofiska sanningar, hvilka voro fördolda till och med för en Fichte, en Schelling och Hegel, och hvilka knappt ännu i dag vunnit vederbörligt erkännande inom tyskarnas filosofiska spekulation". Archimetrien gjorde att han kom i vänskaplig brevväxling med Johann Gottfried Herder och Carl Leonhard Reinhold, två liktänkande andar, men tycks för övrigt gått tämligen spårlöst förbi. Därtill bidrog väl också i sin mån den originella latinska stilen, som inte blott "lyser, utan blixtrar" av snille och ordlekar. För övrigt utgav han tre latinska sändebrev till Franska Akademien, påven Pius VII och kejsar Alexander I av Ryssland, samlade under titel Orpheus sive panharmonion (1801), samt ett par tyska småskrifter: Die Grösse des Geistes (1803) och Reform der Universitäten (1804).

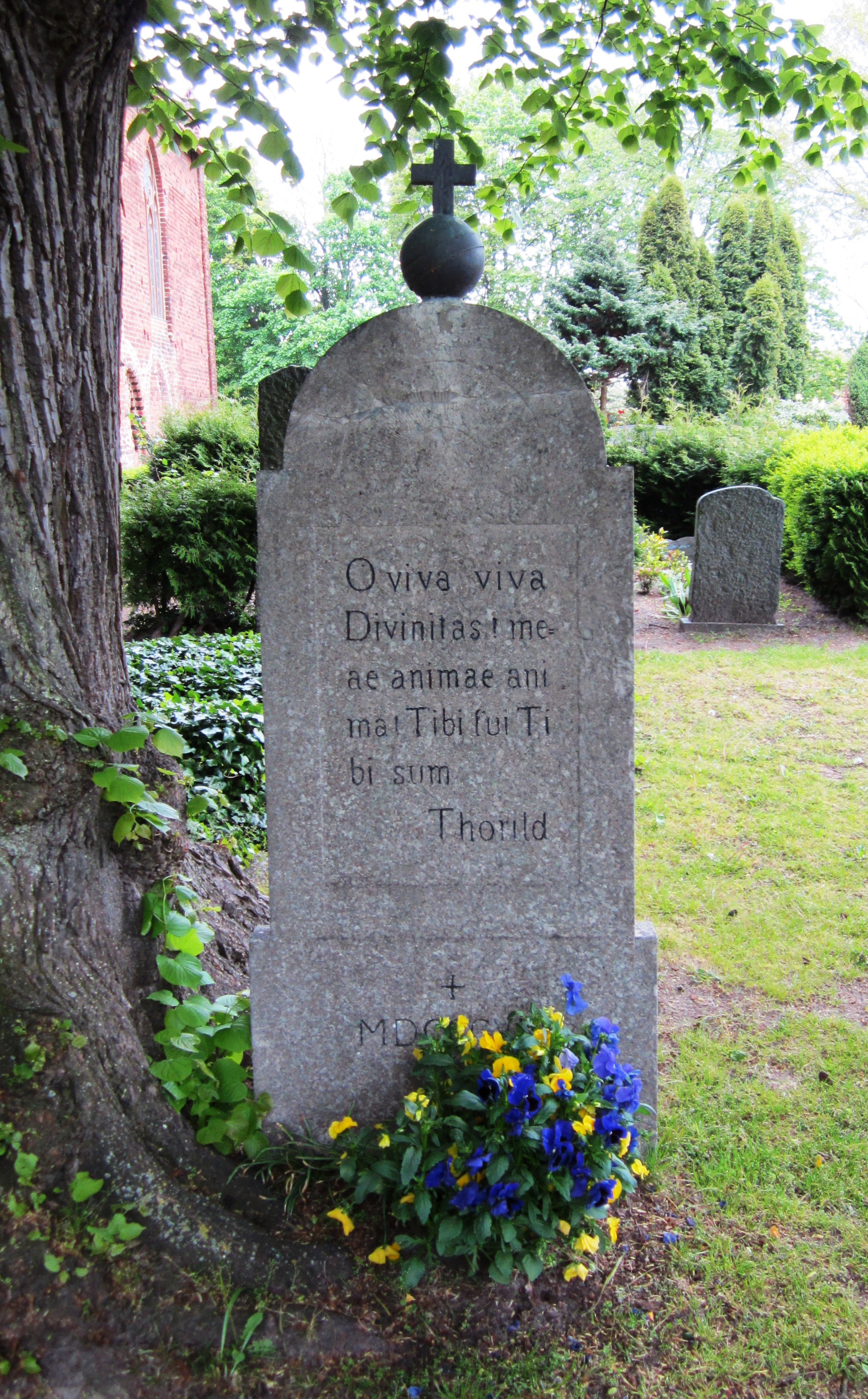
Thorilds gravsten i Greifswald, som renoverades av Svenska Akademien.

En synnerlig glädje bereddes Thorild under Gustav IV Adolfs långa vistelse i Greifswald 1806, då flera av kungens omgivning besökte hans hus och visade honom mycken uppmärksamhet. Men följande året besattes staden av fransmännen, och även Thorild måste mottaga inkvartering. Därigenom fördystrades hans lynne, hans hälsa led, och hans litterära verksamhet avbröts. 
Efter en kort sjukdom avled han i Greifswald natten till den 1 oktober 1808 och begravdes på den närbelägna lantkyrkan Neuenkirchens kyrkogård. Hans gravvård renoverades 1889 på Svenska akademiens bekostnad.

## Familj
Thorilds son, Ivar Thord Thorild, född 1796, blev konrektor vid tyska skolan i Stockholm och avled 1835. Av dennes söner blev Gotthard Thorild (död 1857) xylograf och Ivar Thorild (död 1867) bryggare i Stockholm. Thorilds maka, Gustava Carolina Steilich von Kowsky, avled i Greifswald 1857. 

## Betydelse och eftermäle

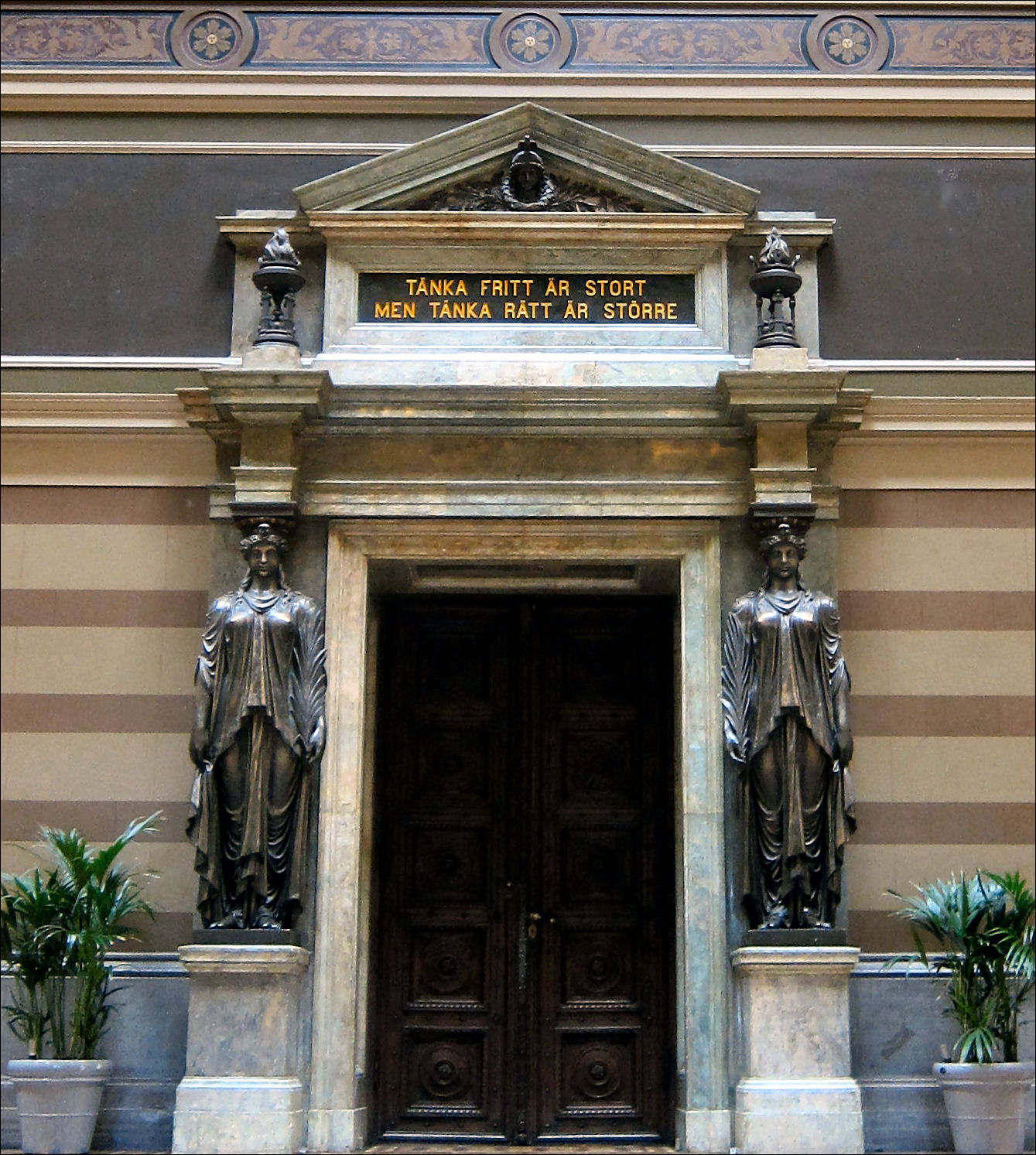
Thorilds aforism över dörren till Uppsala Universitets stora aula.

Thorilds betydelse för den svenska litteraturen var i huvudsak, att han uppmärksammade allmänheten och även sina motståndare på nya synvinklar på filosofins och vitterhetens områden, även om Thorild själv inte förmådde som skald eller filosof att åstadkomma något fullt erkänt eller omdanande. Genom sin originella, kraftfulla personlighet och såsom uttryck för de nya känslo- och tankeströmningar, vilka föregick och förberedde omvälvningarna i Europa mot århundradets slut, är han i alla fall intressantare och viktigare såsom filosof än som författare. Nordisk familjebok menar att: "Hans fel och svagheter, hans ofantliga och dock naiva sjelfuppskattning, hans polemiska häftighet och osystematiska framställning gjorde, att hans läror och åsigter ej vunno det afseende, som de förtjenat, och först medelbart, efter ett par årtionden, fingo något, ehuru ej stort, inflytande på svenska literaturen och samhällslifvet."
Vid riksdagen 1850 beskrev Wilhelm Fredric Dalman Thorild som en "lysande tänkare och författare" och motionerade om att Thorilds efterlevande maka, Gustava, skulle erhålla en årlig pension om 500 riksdaler banco.
I Uppsala universitets huvudbyggnad från 1887 är Thomas Thorild citerad ovanför ingången till aulan:
Tänka fritt är stort
men tänka rätt är större
Thorild syftade med detta citat inte på att tänka moraliskt riktigt, utan snarare logiskt. Men vid tiden för byggnationen av Universitetets aula ville professorerna använda citatet i betydelsen moraliskt riktigt, eftersom man såg med rädsla på det man ansåg vara ett moraliskt förfall från kulturradikala strömningar.
Vid Thorilds födelsegård, Blåsopp, drygt en kilometer nordnordväst om Svarteborgs kyrka, finns en minnessten. Det är en minnesplats skapad inför 200-årsdagen av Thorilds död och är belägen inne i samhället Hällevadsholm. 
År 2007 bildades Thomas Thorild Sällskapet.

### Samlade skrifter
- Thomas Thorilds samlade skrifter. Del 1-4 / utg. af Erik Gust. Geijer. Upsala. 1820-1835. Libris 22550327. https://runeberg.org/tthorilds/
- Thomas Thorilds samlade skrifter / utgifna af P. Hanselli. Uppsala. 1873-1874. Libris 2521714
- Thorilds bref till C.F. Cramer. Upsala: Svenska litteratursällsk. 1907. Libris p2gdmcr9mj7txj21. https://litteraturbanken.se/f%C3%B6rfattare/ThorildT/titlar/ThorildsBrefTillCFCramer/sida/7/faksimil?om-boken
- Samlade skrifter / under redaktion av Stellan Arvidson ; utgivna av Stellan Arvidson och Casimir Fontaine. Svenska författare utgivna av Svenska vitterhetssamfundet, 0346-7864 ; 15. Stockholm: Svenska vitterhetssamfundet. 1932-. Libris 114802
  -  Del 1, Dikter och prosaoden ; Prosaskrifter 1778-1783. 1932-1933. Libris 18151199. https://litteraturbanken.se/forfattare/ThorildT/titlar/SamladeSkrifter1/info
  -  Del 2, Prosaskrifter 1784-1790. 1934-1934. Libris 18151198. https://litteraturbanken.se/forfattare/ThorildT/titlar/SamladeSkrifter2/info
  -  Del 3, Prosaskrifter 1791-1793 ; Odaterade prosaskrifter på svenska. 1936-1944. Libris 18151197. https://litteraturbanken.se/forfattare/ThorildT/titlar/SamladeSkrifter3/info
  -  Del 4, Prosaskrifter från Tysklandstiden. I. 1965. Libris 18150767. https://litteraturbanken.se/forfattare/ThorildT/titlar/SamladeSkrifter4/info
  -  Del 5, Prosaskrifter från Tysklandstiden. II ; Supplement. 1975. Libris 18151192. ISBN 91-7230-005-1. https://litteraturbanken.se/forfattare/ThorildT/titlar/SamladeSkrifter5/info
  -  Del 6, Brev ; Personregister till del I-IV. 1976-1980. Libris 18151195. https://litteraturbanken.se/forfattare/ThorildT/titlar/SamladeSkrifter6/info
  -  Del 7, Tillägg till första delen ; Kommentar till första delen s. 1-291. 1943-1968. Libris 18151196. https://litteraturbanken.se/forfattare/ThorildT/titlar/SamladeSkrifter7/info
  -  Del 8, Kommentar till första delen (forts.) ; Kommentar till andra delen. 1971-1982. Libris 18151193. ISBN 91-7230-001-9. https://litteraturbanken.se/forfattare/ThorildT/titlar/SamladeSkrifter8/info
  -  Del 9, Kommentar till andra delen (fr.o.m. s. 214), till tredje delen (t.o.m. s. 222) samt till engelska texter i femte delen (Supplement). 1990. Libris 18151191. ISBN 91-7230-040-X. https://litteraturbanken.se/forfattare/ThorildT/titlar/SamladeSkrifter9/info
  -  Del 10, Kommentar till tredje delen (forts.), kommentar till fjärde delen. 1996. Libris 18151190. ISBN 91-7230-060-4. https://litteraturbanken.se/forfattare/ThorildT/titlar/SamladeSkrifter10/info
  -  Del 12, Kommentar till brev maj 1777 - april 1795. 1997. Libris 18151194. https://litteraturbanken.se/forfattare/ThorildT/titlar/SamladeSkrifter12/info
- Att följa ögonblicken texter i urval. Svenska klassiker / utgivna av Svenska akademien, 99-2090989-0. Stockholm: Atlantis. 2000. Libris 10070285. http://www2.svenskaakademien.se/publikationer/svenska_klassiker/ee467dbd-1e34-4e46-80f6-ed94833d2892